# Erik Wudtke
Erik Wudtke (* 17. Juli 1972 in Aachen) ist ein deutscher Handballtrainer und ein ehemaliger Handballspieler.
Wudtke spielte anfangs in der deutschen Regionalliga beim TV Weiden, bevor er sich dem französischen Erstligisten US Dunkerque anschloss. Der auf der Position Rückraum Mitte aktive Spieler wechselte daraufhin zum belgischen Verein HC Eynatten. Mit Eynatten gewann er 2000 sowie 2001 die belgische Meisterschaft.
Zusätzlich trainierte er von 2000 bis Sommer 2001 die Herrenmannschaft sowie die A-Jugend des BTB Aachen. Unter seiner Leitung errang die Herrenmannschaft die Meisterschaft in der Landesliga, gewann den A-Pokal des HK Aachen und zog erstmals in die 1. DHB-Pokal-Hauptrunde ein.
Im Sommer 2001 schloss er sich dem Zweitligisten MT Melsungen an. Nachdem Wudtke 2005 mit Melsungen in die Bundesliga aufstiegen war, wechselte er zum Regionalligisten Ibbenbürener Spvg. In Ibbenbüren agierte Wudtke als Spielertrainer und wechselte im Januar 2006 zur SG Hamburg-Nord, bei dem er ebenfalls als Spielertrainer tätig war. Hier musste er aufgrund einer Schulterverletzung seine Karriere beenden. Die SG Hamburg-Nord trainierte er bis Februar 2012.
Erik Wudtke war neben seiner Tätigkeit als Vereinstrainer in der Nachwuchsförderung beim Handball-Verband Mittelrhein und beim Hamburger Handball-Verband engagiert. Vom August 2012 bis Juli 2013 war er zusätzlich beim Hamburger Handball-Verband als Landestrainer angestellt.
Anschließend übernahm er das Traineramt beim Drittligisten TuS Ferndorf. Unter seiner Leitung stieg der TuS Ferndorf in der Saison 2014/15 in die 2. Bundesliga auf. Anschließend wechselte Wudtke zum TSV Bayer Dormagen, bei dem er als Jugendkoordinator sowie als Trainer der C-Jugend tätig war. Im März 2016 übernahm er das Amt des Sportlichen Leiters beim TSV Bayer Dormagen.
Ab Dezember 2015 war er zusätzlich neben Markus Baur als Co-Trainer der deutschen Junioren-Nationalmannschaft tätig und begleitete das Team der Jahrgänge 1998/1999 zur Silbermedaille bei der U20-Europameisterschaft 2016. Im Februar 2017 wurde Wudtke zum Nationaltrainer der deutschen Junioren-Nationalmannschaft befördert, woraufhin er seine Tätigkeit beim TSV Bayer Dormagen beendete.
Ab dem Januar 2018 war er für die deutsche Jugend-Nationalmannschaft verantwortlich. Unter seiner Leitung gewann die Jugendnationalmannschaft der Jahrgänge 2002/2003 die Silbermedaille bei der U-19-Weltmeisterschaft 2019. Wudtke vertrat bei der Europameisterschaft 2020 Alexander Haase, der krankheitsbedingt sein Co-Traineramt der A-Nationalmannschaft nicht ausüben konnte. Anschließend behielt er dieses Amt bei und betreute somit die A-Nationalmannschaft auch beim Gewinn der Silbermedaille bei den Olympischen Spielen 2024 in Paris. Im Jahr 2022 gab er seinen Trainerposten der deutschen Jugendnationalmannschaft vorübergehend ab, nachdem er mit den Jahrgängen 2004/2005 die Bronzemedaille bei der U18-Europameisterschaft gewann. Wudtke kehrte ab September 2024 wieder als Cheftrainer der U18/19-Nationalmannschaft zurück – erneut parallel zu seinem Co-Traineramt der A-Nationalmannschaft. Unter seiner Leitung gewann die Jugendnationalmannschaft die Goldmedaille bei der U-19-Weltmeisterschaft 2025.